# Lodewijk de Kelheimer
Lodewijk I van Beieren bijgenaamd de Kelheimer (Kelheim, 23 december 1173 - aldaar, 15 september 1231) was van 1183 tot 1231 hertog van Beieren en van 1214 tot 1231 paltsgraaf aan de Rijn. Hij behoorde tot het huis Wittelsbach.

## Levensloop
Lodewijk I was de oudste zoon van hertog Otto I van Beieren en Agnes van Loon. In 1183 volgde hij zijn vader op als hertog van Beieren. Omdat hij nog minderjarig was, werd de regering uitgeoefend door zijn moeder en zijn oom.
Kort na het begin van zijn regeerperiode legde Lodewijk I in 1192 zijn eed van trouw af in aanwezigheid van keizer Hendrik VI van het Heilige Roomse Rijk. Toen hij korte tijd later een conflict kreeg met de Beierse adel en hij zijn hertogdom dreigde te verliezen, kon Lodewijk I met de hulp van Hendrik VI zijn macht herstellen. Lodewijk I bleef daarna een loyale aanhanger van het huis Hohenstaufen en in 1194 nam hij deel aan de militaire expeditie naar Sicilië die Hendrik VI organiseerde. Toen er na de dood van Hendrik VI in 1198 een machtsstrijd uitbrak om het Heilige Roomse Rijk koos hij de zijde van Filips van Zwaben uit het huis Hohenstaufen.
Via een slim beleid en strategische huwelijken slaagde Lodewijk erin om zijn macht en invloed steeds verder uit te bouwen en zorgde er hierdoor voor dat het huis Wittelsbach een van de meest belangrijke dynastieën in het Heilige Roomse Rijk werd. Ook kon hij zijn machtsuitbreiding ten koste van de machtige bisschoppen in zijn gebied doorzetten en stichtte hij meerdere steden.
Toen Rooms-Duits koning Filips van Zwaben in 1208 vermoord werd, besloot Lodewijk Otto IV te steunen, die tot dan Rooms-Duits tegenkoning was. Lodewijk werd door Otto IV herbevestigd in zijn grondgebieden. In 1211 veranderde Lodewijk echter van zijde en begon hij Frederik II uit het huis Hohenstaufen te steunen. Na de dood van Hendrik VI van Brunswijk in 1214 werd Lodewijk I ook paltsgraaf aan de Rijn.
In 1221 nam hij deel aan de Vijfde Kruistocht in Egypte, maar in augustus 1221 werd Lodewijk echter door sultan Al-Kamil gevangengenomen. Na het betalen van losgeld werd hij vrijgelaten. Daarna werd hij in 1226 op vraag van Frederik II regent voor diens zoon, Rooms-Duits koning Hendrik VII.
Later verzuurden de relaties tussen Lodewijk en het huis Hohenstaufen echter. Zo had hij met keizer Frederik II een conflict over de te voeren kerkpolitiek. Nadat Lodewijk in 1229 met paus Gregorius IX intrigeerde tegen de Hohenstaufen, brak er zelfs een oorlog uit tussen Lodewijk I en Frederiks zoon Hendrik VII. Nadat hij verslagen werd, werd Lodewijk in 1230 verplicht om zich terug te trekken in de burcht van Kelheim.
In 1231 werd Lodewijk op de brug van Kelheim vermoord. De onbekende daders van de moord werden onmiddellijk daarna omgebracht. Tot op vandaag zijn de redenen van de moord onopgehelderd, maar vermoedelijk gebeurde ze in opdracht van ofwel Frederik II of Hendrik VII. Hij werd begraven in de abdij van Scheyern.

## Huwelijk en nakomelingen
Eind oktober 1204 huwde hij in Kelheim met Ludmilla van Bohemen (1170-1240), weduwe van graaf Adalbert III van Bogen en dochter van hertog Frederik van Bohemen. Ze kregen een zoon:
- Otto II (1206-1253), hertog van Beieren en paltsgraaf aan de Rijn.

## Voorouders
| Voorouders van Lodewijk de Kelheimer (1173-1231) | Voorouders van Lodewijk de Kelheimer (1173-1231)                               | Voorouders van Lodewijk de Kelheimer (1173-1231)                               | Voorouders van Lodewijk de Kelheimer (1173-1231)                            | Voorouders van Lodewijk de Kelheimer (1173-1231)                            | Voorouders van Lodewijk de Kelheimer (1173-1231)             | Voorouders van Lodewijk de Kelheimer (1173-1231)             | Voorouders van Lodewijk de Kelheimer (1173-1231)             | Voorouders van Lodewijk de Kelheimer (1173-1231)             |
| ------------------------------------------------ | ------------------------------------------------------------------------------ | ------------------------------------------------------------------------------ | --------------------------------------------------------------------------- | --------------------------------------------------------------------------- | ------------------------------------------------------------ | ------------------------------------------------------------ | ------------------------------------------------------------ | ------------------------------------------------------------ |
| Overgrootouders                                  | Otto I van Scheyern-Wittelsbach (1052-1101) ∞ Richgard von Krain-Orlamünde (-) | Otto I van Scheyern-Wittelsbach (1052-1101) ∞ Richgard von Krain-Orlamünde (-) | Friedrich von Lengenfeld-Hopfenlohe (-) ∞ ? (-)                             | Friedrich von Lengenfeld-Hopfenlohe (-) ∞ ? (-)                             | Arnold II van Loon (1085-1138) ∞ Aleida van Diest (-)        | Arnold II van Loon (1085-1138) ∞ Aleida van Diest (-)        | Folmar V van Metz (1090-1142) ∞ Mathilde van Longwy (-)      | Folmar V van Metz (1090-1142) ∞ Mathilde van Longwy (-)      |
| Grootouders                                      | Otto IV van Wittelsbach (1090-1156) ∞ Heilika van Pettendorf (ca.1100-1170)    | Otto IV van Wittelsbach (1090-1156) ∞ Heilika van Pettendorf (ca.1100-1170)    | Otto IV van Wittelsbach (1090-1156) ∞ Heilika van Pettendorf (ca.1100-1170) | Otto IV van Wittelsbach (1090-1156) ∞ Heilika van Pettendorf (ca.1100-1170) | Lodewijk I van Loon (1107-1171) ∞ Agnes van Metz (1114-1175) | Lodewijk I van Loon (1107-1171) ∞ Agnes van Metz (1114-1175) | Lodewijk I van Loon (1107-1171) ∞ Agnes van Metz (1114-1175) | Lodewijk I van Loon (1107-1171) ∞ Agnes van Metz (1114-1175) |
| Ouders                                           | Otto I van Beieren (1117-1183) ∞ Agnes van Loon (1150-1191)                    | Otto I van Beieren (1117-1183) ∞ Agnes van Loon (1150-1191)                    | Otto I van Beieren (1117-1183) ∞ Agnes van Loon (1150-1191)                 | Otto I van Beieren (1117-1183) ∞ Agnes van Loon (1150-1191)                 | Otto I van Beieren (1117-1183) ∞ Agnes van Loon (1150-1191)  | Otto I van Beieren (1117-1183) ∞ Agnes van Loon (1150-1191)  | Otto I van Beieren (1117-1183) ∞ Agnes van Loon (1150-1191)  | Otto I van Beieren (1117-1183) ∞ Agnes van Loon (1150-1191)  |